# Корушка (Словенија)
Корушка или Словенска Корушка (словен. Koroška/Slovenska Koroška) назив је подручја у Словенији, који је историјски припадао Корушком војводству, чији је већи дио након Првог свјетског рата припао Аустрији, те чини савезну земљу Корушку (њем. Kärnten), а мањи дио Краљевини СХС. Данас је овај дио Корушке једна од неформалних покрајина у Словенији.

## Географија
Корушка обухвата подручје трију долина: Межичке, Дравске и Мислињске. Крајолик је обиљежен и трима горјима: Похорје, Караванке и Савињске Алпе.
На том су подручју градови Дравоград, Равне на Корошкем, Чрна, Межица и Преваље. Само подручје Корушке у Словенији је раздијељену у два дијела: источнији крај око Дравограда (Дравска и Мислињска долина), те западни крај који обухвата општину Језерско близу Крања.

## Економија
Од економских грана развијене су шумарство, сеоски туризам и сточарство. Подручје око Језерског посебно је погодно за лијечење очних болести.